# Symphonie no 2 de Magnard
Pour les articles homonymes, voir Symphonie no 2.
La symphonie en mi majeur op. 6 est la seconde des quatre symphonies écrites par Albéric Magnard.

## Historique
Elle a été écrite en 1892-1893, soit deux ans après sa première et trois ans avant sa troisième symphonie. La partition ayant été refusée par Édouard Colonne, sa création eut lieu à Nancy le 16 février 1896 sous la direction de Guy Ropartz, ami du musicien et ardent défenseur de ce dernier, puisqu'il donnera en concert de nombreuses fois ses œuvres. Elle a été révisée sur la demande de ce dernier, surtout au niveau de son deuxième mouvement. La nouvelle version est créée également à Nancy à la fin de la même année.

## Structure
Elle comporte quatre mouvements et son exécution demande environ un peu moins de trois-quarts d'heure.
1. Ouverture. Assez animé
2. Danses. Vif
3. Chant varié. Andante con moto
4. Finale. Vif et gai

Durée de l'interprétation : Env. 45 minutes

## Orchestration
| Instrumentation de la seconde symphonie                                     |
| Cordes                                                                      |
| premiers violons, seconds violons, altos, violoncelles, contrebasses, harpe |
| Bois                                                                        |
| 2 flûtes, 2 hautbois, 2 clarinettes, 2 bassons                              |
| Cuivres                                                                     |
| 4 cors en mi, 2 trompettes, 3 trombones                                     |
| Percussions                                                                 |
| timbales                                                                    |